# ایر دیلیجانس

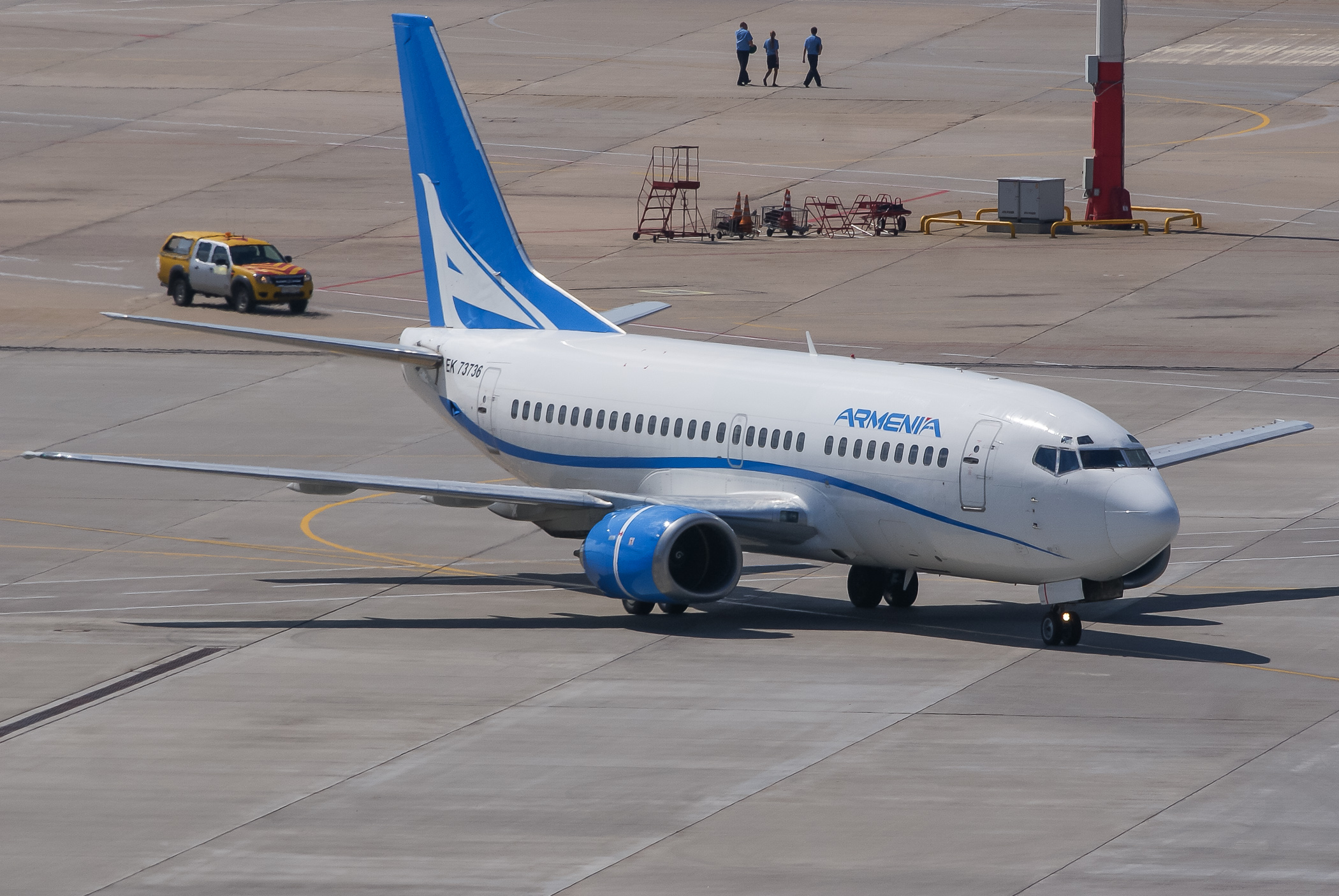

ایر دیلیجانس (به انگلیسی: Air Dilijans) با نام قدیمی شرکت هوایی آرمنیا (به انگلیسی: Armenia Aircompany) یک شرکت هواپیمایی با کد یاتا RM است که در تاریخ ۲۵ نوامبر ۲۰۱۵ میلادی تأسیس شده و در تاریخ ۳ اوت ۲۰۱۶ فعالیتش را آغاز کرده‌است. دفتر مرکزی شرکت هوایی آرمنیا در ایروان، ارمنستان واقع شده‌است و قطب این شرکت هواپیمایی در فرودگاه بین‌المللی زوارتنوتس قرار دارد و به ۳ مقصد، پرواز مستقیم انجام می‌دهد.

## مقصدهای پروازی
مقصدهای پروازی شرکت هوایی آرمنیا از نوامبر ۲۰۱۸ به شرح زیر است: